# Pseudomyrmex sericeus
Pseudomyrmex sericeus é uma espécie de formiga do género Pseudomyrmex, subfamilia Pseudomyrmecinae. Esta espécie foi descrita cientificamente por Mayr em 1870.

## Distribuição
Encontra-se em Belize, Brasil, Colômbia, Costa Rica, Equador, Guatemala, México, Panamá, Paraguai e Trinidad e Tobago.